# Nelson Aerts
Nelson Aerts (Cachoeira do Sul, 25 aprile 1963) è un ex tennista brasiliano.

## Carriera
Ottenne il suo best ranking in singolare il 16 giugno 1986 con la 109ª posizione, mentre nel doppio divenne il 16 aprile 1990, l'80º del ranking ATP.
Specialista del doppio, raggiunse in tre occasioni la finale di tornei ATP, uscendone tuttavia sempre sconfitto. Nel 1985, disputò la sua prima finale ATP al South Australian Open in coppia con lo statunitense Tomm Warneke; venne superato dalla coppia formata dagli australiani Mark Edmondson e Kim Warwick con il risultato di 4-6, 4-6. In ben quattro occasioni raggiunse il terzo turno di un torneo del grande slam, una nell'Open di Francia 1986 e tre negli US Open, più precisamente nel 1985, 1987 e nel 1990.
Fece parte della squadra brasiliana di Coppa Davis dal 1984 al 1991 in sei occasioni con un bilancio complessivo di cinque vittorie e due sconfitte.

## Statistiche

### Tornei ATP

#### Doppio

##### Sconfitte in finale (3)
| Legenda                                                      |
| Grande Slam (0)                                              |
| Tennis Masters Cup / ATP World Tour Finals (0)               |
| ATP Super 9 / ATP Master Series (0)                          |
| ATP Championships Series / ATP International Series Gold (0) |
| ATP World Series / ATP International Series (3)              |

| N. | Data             | Torneo                                | Superficie  | Compagno       | Avversari in finale            | Punteggio |
| 1. | 16 dicembre 1985 | South Australian Open, Adelaide       | Erba        | Tomm Warneke   | Mark Edmondson Kim Warwick     | 4-6, 4-6  |
| 2. | 2 aprile 1990    | ATP Rio de Janeiro, Rio de Janeiro    | Sintetico   | Fernando Roese | Brian Garrow Sven Salumaa      | 5-7, 3-6  |
| 3. | 9 febbraio 1998  | Pacific Coast Championships, San Jose | Cemento (i) | André Sá       | Todd Woodbridge Mark Woodforde | 1-6, 5-7  |

### Tornei minori

#### Doppio

##### Vittorie (12)
| Legenda tornei minori |
| Challenger (11)       |
| Futures (1)           |

| N.  | Data              | Torneo                                                      | Superficie  | Compagno          | Avversari in finale               | Punteggio     |
| 1.  | 25 luglio 1989    | Campos Challenger, Campos do Jordão                         | Cemento     | Fernando Roese    | Stefan Dallwitz Daniel Orsanic    | 6-3, 7-6      |
| 2.  | 7 agosto 1989     | São Paulo Challenger, San Paolo                             | Terra rossa | Fernando Roese    | Dácio Campos Mario Tabares        | 2-6, 6-4, 6-4 |
| 3.  | 9 aprile 1990     | Brasilia Challenger, Brasilia                               | Cemento     | Fernando Roese    | Simone Colombo César Kist         | 6-3, 7-5      |
| 4.  | 8 luglio 1991     | Gramado Challenger, Gramado                                 | Cemento     | Fernando Roese    | Bertrand Madsen Gerardo Martínez  | 6-4, 6-4      |
| 5.  | 22 luglio 1991    | Fortaleza Challenger, Fortaleza                             | Terra rossa | Danilo Marcelino  | Oliver Fernández Gerardo Martínez | 6-3, 6-4      |
| 6.  | 20 luglio 1992    | BH Tennis Open International Cup, Belo Horizonte            | Terra rossa | Alexandre Hocevar | João Cunha e Silva César Kist     | 6-1, 6-7, 6-2 |
| 7.  | 1º agosto 1994    | BH Tennis Open International Cup, Belo Horizonte            | Cemento     | Danilo Marcelino  | Otavio Della Marcelo Saliola      | 7-5, 6-3      |
| 8.  | 11 agosto 1997    | Bronx Tennis Classic, Bronx                                 | Cemento     | André Sá          | Michael Sell Myles Wakefield      | 4-6, 7-5, 6-1 |
| 9.  | 1º settembre 1997 | Guadalajara Challenger, Guadalajara                         | Terra rossa | André Sá          | Alejandro Hernández Óscar Ortiz   | 3-6, 6-2, 6-4 |
| 10. | 22 settembre 1997 | São Paulo Challenger, San Paolo                             | Terra rossa | Bernardo Martínez | Márcio Carlsson Francisco Costa   | 6-0, 6-0      |
| 11. | 17 novembre 1997  | Guadalajara Challenger II, Guadalajara                      | Terra rossa | André Sá          | Bobby Kokavec Marco Osorio        | 7-6, 6-3      |
| 12. | 27 luglio 1998    | Torneio Internacional de Campos do Jordão, Campos do Jordão | Cemento     | Cristiano Testa   | Ricardo Schlachter Thomas Shimada | 6-4, 3-6, 6-4 |